# Konstantin Totev
Konstantin Totev (en bulgare : Константин Христов Тотев), né le 24 janvier 1927, est un ancien joueur bulgare de basket-ball.

## Palmarès
- Finaliste du championnat d'Europe 1957